# Gare de Poligny
Gare de Poligny – stacja kolejowa w Poligny, w departamencie Jura, w regionie Burgundia-Franche-Comté, we Francji.
Jest stacją kolejową Société nationale des chemins de fer français (SNCF), obsługiwanym przez pociągi TER Franche-Comté.

## Położenie
Znajduje się na wysokości 294 m, na km 413,099 linii Mouchard – Bourg-en-Bresse, pomiędzy stacjami Arbois i Saint-Lothain. Jest również stacją końcową linii z Dole.

## Usługi
Jest obsługiwana przez pociągi TER Franche-Comté na trasie Besançon - Lyon.